# Aleksandr Lebiediew (lekkoatleta)
Aleksandr Lebiediew (ros. Александр Лебедев, ur. 11 kwietnia 1946 w Moskwie) – radziecki lekkoatleta, sprinter, wicemistrz Europy z 1969.

## Życiorys
Zdobył srebrne medale w biegu na 100 metrów i w sztafecie 4 × 100 metrów na pierwszych europejskich igrzyskach juniorów w 1964 w Warszawie.
Wystąpił na mistrzostwach Europy w 1966 w Budapeszcie, gdzie odpadł w półfinale biegu na 100 metrów.
Zdobył srebrny medal w biegu na 50 metrów na europejskich igrzyskach halowych w 1967 w Pradze. Na kolejnych europejskich igrzyskach halowych w 1968 w Madrycie zwyciężył w sztafecie 1+2+3+4 okrążenia (sztafeta radziecka biegła w składzie: Lebiediew, Borys Sawczuk, Igor Potapczenko i Siergiej Kriuczok).
Na mistrzostwach Europy w 1969 w Atenach Lebiediew zdobył srebrny medal w sztafecie 4 × 100 metrów (w składzie: Lebiediew, Władisław Sapieja, Nikołaj Iwanow i Wałerij Borzow) oraz odpadł w półfinale biegu na 100 metrów.
Zajął 5. miejsce w sztafecie 4 × 100 metrów na mistrzostwach Europy w 1971 w Helsinkach.
Był mistrzem ZSRR w sztafecie 4 × 100 metrów w 1967, 1969, 1972 i 1973. Był też halowym mistrzem ZSRR w biegu na 50 metrów w 1967.
Ustanowił rekord ZSRR w biegu na 100 metrów czasem 10,1 s (2 lipca 1966 w Odessie).
Jego młodszy brat Michaił był również znanym lekkoatletą sprinterem.